# خسائر ألمانيا في الحرب العالمية الثانية

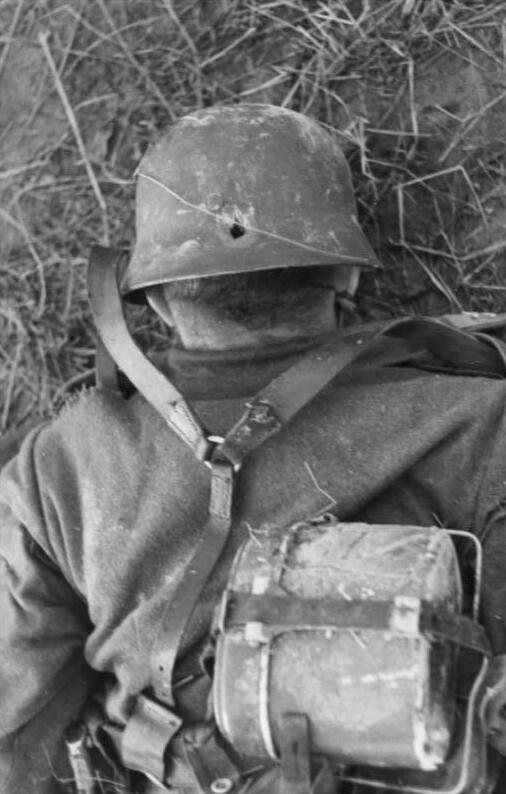
جندي ألماني لقى حتفه أثناء المعارك في روسيا.

تُشير إحصائيات خسائر ألمانيا في الحرب العالمية الثانية إلى نتائج متناقضة ومتضاربة إلى حدٍ كبير، فمن جانبهم استخدم المؤرخون العسكريون تعداد الخسائر البشرية الصادر عن القيادة الألمانية العليا للإشارة إلى الخسائر الإجمالية لكل حملة من الحملات العسكرية، وهو تعداد غير دقيق في حد ذاته، إذ استمرت القيادة الألمانية العليا في حصر الخسائر حتى 31 يناير 1945 تاركة ورائها الخسائر الجسيمة التي وقعت خلال المعارك الكبرى مع نهاية الحرب، إضافة إلى ذلك شمل التعداد جميع الأسرى الألمان في سجون الحلفاء، بما في ذلك الباقين على قيد الحياة مع نهاية الحرب.
من جانبها قامت شركة متلايف للتأمين على الحياة بتقدير لحجم الخسائر البشرية الألمانية خلال الحرب العالمية الثانية مع نهاية عام 1946 ليصل إجمالي الخسائر العسكرية فقط إلى 3,250,000 فرد، وهو التقدير الذي لايزال مُستخدمًا حتى الآن، بينما أصدرت حكومة ألمانيا الغربية تقريرًا أخر مع نهاية العام نفسه وصل فيه تعداد الخسائر البشرية من العسكريين إلى 4,400,000 فرد متضمنًا الجنود النمسايين والمجندين الألمان من أصول أخرى غير ألمانية، ومن جانبه أصدر مكتب البحوث العسكرية الألماني (واست) (بالألمانية: Deutsche Dienststelle (WASt)) تقريرًا مفصّلًا أشار فيه إلى تقدير الخسائر العسكرية الألمانية بنحو 4,300,000 فرد ما بين قتيل ومفقود قبل أن يُصدر المؤرخ العسكري الألماني الغربي بوركهارت موللر-هيلبراند تقديراته الشخصية للخسائر والتي أوجزها في 4,000,000 فرد فقط.
من جانبها بقت هذه التقديرات مُعتمدة دون مساس حتى العقد التاسع من القرن العشرين عندما أجرى المؤرخ الألماني روديغر أوفرمانس اعتيانًا للإحصائيات المدوّنة بسجلات مكتب البحوث العسكرية الألماني وقام بنشر نتائج دراسته تحت عنوان الخسائر العسكرية الألمانية في الحرب العالمية الثانية (بالألمانية: Deutsche militärische Verluste im Zweiten Weltkrieg) والتي قدّر فيها حجم الخسائر الألمانية بنحو 5,300,000 فرد، مُشيرًا إلى أن الإحصائيات الألمانية الصادرة عن القيادة العليا هي إحصائيات غير دقيقة نتيجة لما عانته المؤسسة العسكرية الألمانية من فوضى خلال المراحل الأخيرة من الحرب.
كما يتضمن الإحصاء الإجمالي للخسائر البشرية الألمانية دراسة تؤكد سقوك ما بين 5,500,000 وحتى 6,900,000 فرد ألماني داخل الحدود الألمانية لعام 1937، بينما تؤكد دراسة صادرة في ألمانيا الغربية عام 1956 على سقوط ما يقرب من 5,500,000 فرد ألماني (ما بين مدني وعسكري) كنتيجة مباشرة للمعارك، في حين أشارت دراسة ألمانية أخرى لسقوط 6,900,000 فرد كنتيجة مباشرة للمعارك داخل الحدود الألمانية لعام 1937، هذا بالإضافة إلى الضحايا من المجندين ذوي الأصول الألمانية والحاملين لغير الجنسية الألمانية في دول أوروبا الشرقية قبل اندلاع الحرب، وكذلك المجندين أثناء الحرب والمدنيين من أصول ألمانية خلال عمليات طرد الأقليات الألمانية في أعقاب الحرب.
كما بلغ تقدير حكومة ألمانيا الغربية للخسائر البشرية في ألمانيا والنمسا نحو 500,000 فرد نتيجة عمليات القصف الجوي التي قامت بها قوات الحلفاء علاوة على 300,000 فرد ألماني (بما في ذلك اليهود الألمان) راحوا ضحية السياسات النازية التعسفية وسياسات القمع العرقية والدينية، هذا بالإضافة إلى 200,000 فرد لقوا حتفهم من خلال برنامج القتل الرحيم النازي، كما يضُاف في بعض الأحيان كل من سقط من المدنيين كضحية لترحيل وطرد الأقليات الألمانية خلال السنوات الأخيرة من الحرب وما تلاها حتى عام 1950 وكذلك ضحايا العمالة القصرية في الاتحاد السوفيتي وهو ما أكدته المصادر الألمانية الغربية خلال الحرب الباردة والتي أصدرت دراسة توضح فيها الخسائر المدنية بنحو 2,200,000 فرد وظلت هذه الإحصائية مستخدمة حتى التسعينات من القرن العشرين عندما أصدر بعض المؤرخون الألمان دراسة تُشير إلى سقوط 500,000 حالة وفاة مؤكدة فقط نتيجة أعمال التهجير والترحيل ضد الأقليات الألمانية، في الوقت الذي يصر فيه الصليب الأحمر الألماني على الإحصائيات المُشيرة لسقوط 22,000,000 فرد كنتيجة مباشرة لتلك العمليات.